# Partiscum Egyesület a Szegedi LMBT Közösségért
A Partiscum Egyesület a Szegedi LMBT Közösségért egy közösségi szervezet, amely a leszbikus, meleg, biszexuális, transznemű, queer és interszex (LMBTQI) emberek érdekérvényesítését segíti.

## Történet
Az egyesület 2012-ben még Colorful Circles' World néven nem bejegyzett szervezetként jött létre, majd 2016-ban felvette a Szegedi LMBT Közösségért Csoport nevet, és továbbra is mint nem bejegyzett szervezet működött. A változtatásnak több oka is volt, köztük a szervezet belső felépítésének, működésének módosítása, a demokratikus belső működés elősegítése, az Alapszabály átírása. A névváltoztatás oka az eredeti angol név már-már nyelvtörő jellegéből adódott.
A Szegedi LMBT Közösségért Csoport 6 évig működött ezen a néven, és meghatározó LMBT+ szervezet volt a térségben. Profiljukban a közösségszervezésen és az érdekérvényesítésen kívül a szegedi és környékbeli LMBT+ embereknek kínáltak programlehetőségeket, emellett több kampányuk és kiállásuk volt a szexuális kisebbségi csoportokat érintő kirekesztéssel és diszkriminációval kapcsolatban. A szervezet több partner-csoporttal, helyi, vidéki és fővárosi szervezettel is jó viszonyt ápolt, és igyekezett jelen lenni az országos eseményeken, megmozdulásokon és képzéseken. Tagjai jellemzően fiatal egyetemisták és dolgozók, létszámuk átlagosan 20-25 fő között mozgott. Tagjai lehettek önkéntesek (akik önkéntes munkájukkal segítették a szervezetet), tagdíj+-osok (akik tagdíj befizetésével és önkéntes munkával is részt vettek a szervezet életében) valamint tagdíjasok (akik nem vállaltak önkéntes feladatot). A belső struktúra demokratikus volt, a tagok konszenzussal döntöttek az épp aktuális ügyekről és programokról. A csoport rövid ideig, pályázati keretek közt közösségvezetővel működött, akinek munkája a közösségszervezések és kiállások megszervezése és lebonyolítása, a szervezet vezetése volt. Ennek személyét belső szavazás által választották újra. Ez a poszt 2020-ban megszűnt.
A szervezet működésében 2021 telén és 2022 első negyedében jelentős problémák ütötték fel a fejüket. Ennek hátterében - a COVID-19 járvánnyal együtt - főként belső strukturális akadályok, valamint jelentős létszámcsökkenés állt. Több hónapos tervezést és egyeztetést követően végül a változtatás mellett döntöttek, így a szervezet életében egy újabb, jelentős fordulópont állt be: egyesületté váltak.
A Partiscum Egyesület a Szegedi LMBT Közösségért bejegyzett egyesületként 2022. június 20-án kezdte meg működését. A bejegyzés következtében az Alapszabályon ismét jelentős módosításokat kellett eszközölni. Ezek a változások érintették a belső hierarchikus működést, a tagság formáját és a belső feladatkörök kizárólagosságát.
Az egyesület továbbra is nagy hangsúlyt fektet a partnerségre, a szegedi civil szervezetek mellett jó kapcsolat ápol a fővárosi és nemzetközi szervezetekkel. Emellett 2022 novemberétől az egyesület csatlakozott a CKA Családhoz (azóta: CKA Hálózat), melynek segítségével eredményesebben léphetnek fel az érdekérvényesítésben és közösségszervezésben helyi és országos ügyek kapcsán.
Az egyesület 2023-ban első vidéki LMBT szervezetként csatlakozott a Magyar LMBT Szövetséghez.

## Célok és tevékenységek
Az egyesület fő célja, hogy Szegeden olyan befogadó légkört teremtsen, amelyben minden LMBTQI-ember félelem nélkül, önmagát vállalva élhet. Tevékenységével szeretne hozzájárulni a társadalomban rögzült előítéletek lebontásához, a sokféleség értékként való kezeléséhez. Helyi szinten szeretné elérni, hogy az LMBTQI-emberek és szövetségeseik képesek legyenek az önszerveződésre és az összefogásra céljaik elérése érdekében.

### Közösségszervezés
A csoport tagjai interjúmaraton segítségével térképezik fel a helyi LMBTQI-emberek igényeit, amelyeket igyekeznek becsatornázni a döntéshozók felé, valamint a beazonosított ügyek és problémák alapján csoporttalálkozókat, kampányokat és köztéri megmozdulásokat szerveznek.

### Jogi segítségnyújtás
A csoport tagjai bár önmaguk nem képzett jogi szakemberek, bizonyos esetekben (pl. bejegyzett élettársi kapcsolat, gyermekvállalás, hátrányos megkülönböztetés, gyűlölet-bűncselekmények, nemváltás) tudnak tanácsot adni, illetve a kérdezőt jogi szakemberrel összeköttetni. Az egyesület ezen kívül nyilvános és zárt képzéseket is tart amelyeknek célja az, hogy az LMBTQI emberekkel megismertesse a saját jogaikat.

### Információnyújtás, érzékenyítés
A csoport kerekasztal-beszélgetéseket szervez, valamint fesztiválokon, kitelepüléseken, élő könyvtárakon jelenik meg, ahol az egyesület tagjai információt nyújtanak az LMBTQI-emberekről, játékokkal és elsősorban személyes beszélgetésekkel igyekeznek csökkenteni az előítéleteket.

### Közösségfejlesztés
A csoport közösségi eseményeket is szervez az LMBTQI-embereknek: a témához kapcsolódó filmvetítéseket, könyvbemutatókat, társasjátékozást, teaházat, bulit stb.
Néhány visszatérő program havonta készül megrendezésre. Ezek helyszíne általában a Megálló Közösségi Ház.

## Rendszeres közösségi programok

### Teaház
Az eredeti Teaház ötletének és kidolgozásának középpontjában a közös, interaktív, elgondolkodtató játékok és gyakorlatok voltak, melyek legtöbbször valamilyen LMBT+ jelenséget vagy problémát érintettek. A későbbi Teaházakban nagyobb hangsúlyt kaptak a csoport tagjai és a vendégek által hozott társasjátékok, ezek által a program méginkább közösségkovácsoló programmá vált. A névhez méltóan a program során az egyesület forró teával és rágcsálnivalókkal készül.

### Filmklub
Az egyesület filmklubja keretében a résztvevők egy LMBT témájú filmet nézhetnek meg, majd pedig a többi résztvevővel közösen megbeszélhetik a láttotakat. Az eseményhez az egyesület innivalót és rágcsálnivalót is biztosít. A filmek kiválasztásában nagy szerepet játszik az aktualitás és a mindenkori üzenet. A filmklubokon belüli rendszeresség is fontos, bizonyos filmek - főleg azok üzenetének fontossága miatt - gyakorta visszatér a repertoárra.

### Pénteki melegedő
A péntekenként az általában a Corso Caféban megrendezett eseményen a résztvevők az egyesület tagjaival és egymással beszélgethetnek LMBT témában, akár diszkriminációról, előbújásról, vagy az egyesület működéséről. Igény szerint az egyesület tagjai négyszemközt is beszélgetnek azokkal, akik így felszabadultabban tudnak tanácsot és segítséget kérni. Az eseményhez az asztalfoglalás miatt érdemes előzetesen bejelentkezni, mivel ez a többi eseménytől eltérően nem egy teljesen kibérelt teremben zajlik.

### Rómeó és Fólia könyvklub
A Rómeó és Fólia könyvklub 2023 óta kerül rendszeresen megrendezésre az egyesület által. A könyvklub keretében a résztvevők által megválasztott LMBT témájú könyveket olvassák el, illetve beszélik meg a személyes találkozásokon. Ezen kívül nincsen műfaji megkötés, így ugyanúgy terítékre kerülhet komoly szépirodalmi vagy történelmű mű mint egy kortárs ifjúsági fantasy. A könyvklub neve arra a kormányrendeletre utal, aminek következményeképpen a könyvesboltok kötelesek az LMBT tartalmú könyveket fóliába csomagolva árusítani.

## Alkalmi közösségi programok

### LMBT Történeti és Civil Séta
Az első vidéki LMBT Történeti és Civil Séta a Civil Kollégium Alapítvány (CKA) Részvétel Hete alkalmából került megrendezésre 2023 október 7-én. A séta során a résztvevők megismerhették az LMBT történelem és aktivizmus legfontosabb szegedi állomásait, majd pedig egy kötetlen beszélgetés keretében tehették fel kérdéseiket és oszthatták meg az észrevételeiket. A séta a Szent György tértől indult és a Dugonics téren ért véget.
A 2024-es LMBT Civil Sétán a Szivárvány Hét keretében a résztvevők a szegedi Biztonságos tereket ismerhették meg, beleértve a Belvárosi mozit, a Motiváció Közösségi Teret, a Grand Café Mozi és Kávézót, stb.

## Projektek
Az egyesület egyik fontos eszköze a kitelepülés, melynek segítségével a szervezet fokozni tudja láthatóságát a közösség és más szervezetek előtt. A Partiscum Egyesület a Szegedi LMBT közösségért több kitelepülésen vett részt az elmúlt néhány évben. Gyakran részt vett a Budapest Pride felvonuláson, valamint az azt követő Civil Faluban. Ugyancsak több ízben jelentek meg a Szegedi Ifjúsági Napok Civil Falujában, ahova rendszeresen vitték a “Házasodj a szivárvány alatt” című programot, melynek során bárki házasságot köthetett egymással - természetesen informálisan - nemtől függetlenül. Ugyanezzel a programmal vettek részt a Woodstock az Ugaron fesztivál Jurtafalujában 2018-ban. 

### Szivárvány hét
A Szivárvány hét 2016 óta egy évente, a tavaszi hónapokban megrendezésre kerülő LMBT témájú eseménysorozat Szegeden, amelynek célja a figyelem felhívása az LMBT emberekre és az őket érintő problémákra. A változatos eseményekbe beletartozhatnak LMBT témájú workshopok, előadások, civil séták, kerekasztal beszélgetések, koncertek, valamint a rendszeres kulturális programok (filmklub, teaház, könyvklub) tematikus alkalmai. A 2024-es VII. Szivárvány hét "Befogadó, Biztonságos, Boldog" alcímmel került megrendezésre, az eseményekhez pedig többek között a Szimpozion Egyesület, a Megálló Közösségi Ház, a Motiváció Műhely és a Magyar LMBT Szövetség is hozzájárult. A Hét mindig egy ügy vagy téma köré szerveződik, ezzel aktuálissá, reflektáltá téve az eseményt. 

### Biztonságos tér kampány
A Biztonságos Tér kampányt a Szegedi LMBT Közösségért Csoport 2016-ban, az első Szivárvány Hét idején indította. A kampány során cégeket, vállalatokat, éttermeket, kávézókat, szórakozóhelyeket és egyéb kulturális és művészeti közösségi helyszíneket keresett meg azzal a céllal, hogy oda a Biztonságos Tér logóját kitegye. A matrica kihelyezésével az adott hely fenntartója, dolgozói vállalták, hogy tereikben, épületeikben a részükről nem éri hátrányos megkülönböztetés az LMBT+ embereket, fellépnek a diszkrimináció és a gyűlöletbeszéd ellen. A felhívásban ugyan az áll, hogy a matrica kihelyezését a Szivárvány Hét alatt várják el, több közösségi tér a programsorozaton kívül is fenn hagyja a felhívást.
A kampányt minden évben újraindította a csoport, újabb és újabb helyeket bevonva, így mára a programban közel ötven szegedi, fővárosi és más vidéki városban működő hely is részt vesz. A kampányhoz csatlakozó helyek listája megtalálható az egyesület weboldalán.
A program egyébként nem egyedüli Szegeden, több más város hozott már létre hasonló kezdeményezést. A kampány eredete az amerikai Safe Zone projektre vezethető vissza, amely a résztvevőknek képzést biztosít arra vonatkozóan, hogyan védhetik meg az LMBT+ emberek érdekeit és jogait, hogyan kerülhetik el a diszkriminációt saját szervezetükön, munkahelyükön belül.
A Biztonságos Tér kampányhoz még ma is lehet csatlakozni, ehhez elég egy emailt írni a Partiscum Egyesületnek a csatlakozási szándékról. Az egyesület erre kijelölt koordinátora felveszi a kapcsolatot a jelentkezővel és egyeztetnek a részletekről.

### Hogyan építs aktív LMBTQI+ közösséget? kiadvány
A szervezet egyik tagja részt vett a Szabad Terek, a TASZ és a Drukker közös projektjében, melynek során kiadványt készítettek a vidéki civilek számára “Hogyan építs aktív LMBTQI+ közösséget?” címmel. Az információs füzet a vidékiek számára hasznos információkkal, tanácsokkal szolgál a közösségépítéssel kapcsolatban. Az kiadvány többek között ezekre a kérdésekre igyekszik választ adni:
- Hogyan kezdj bele a közösségépítésbe?
- Hogyan vedd fel a kapcsolatot az érintettekkel?
- Hogyan küzdj meg a problémákkal és a nehézségekkel?
- Hogyan tedd közösségedet fenntarthatóvá és láthatóvá?
- Honnan kérhetsz segítséget?

### “Le az álarccal!" demonstráció
Minden évben október 11-én van az International Coming Out Day, vagyis az előbújás napja. Ennek apropóján került megrendezésre 2016-ban Le az álarccal! címmel egy demonstráció a Klauzál téren. A megmozduláson a résztvevők papírzacskót kaptak, mely szimbolizálta a rejtőzködést, amit a vonulás végén leemeltek a fejükről, az előbújást szimbolizálva. A rendezvény célja volt, hogy felhívja a figyelmet az LMBT+ emberek rejtőzködésére, emellett, hogy a szexuális kisebbségi csoportok nevesítve szerepeljenek a város Esélyegyenlőségi Programjában, és hogy az önkormányzat a lehetőség szerint tegyen lépéseket a helyzet javítása érdekében. A rendezvényen az egyesület két tagja is adott sajtóinterjút, ahol elmondták, hogy bár Szegeden a fizikai bántalmazás ritka, de sajnos a verbális abúzus igen gyakori akár munkahelyen, iskolában, de még családon belül is.

## Kampányok

### Obszcén felíratok a Bertalan-híd oldalán
2019 telén a Bertalan híd mindkét oldalán megjelent egy szexuális kisebbségeket sértő és obszcén kifejezéseket tartalmazó graffiti, amely a forgalmas Felső Tisza-parton autóval és busszal közlekedve is jól kivehető volt. Az egyesület jelentette ezt a jarokelok.hu-n keresztül és rövid időn belül az Önkormányzat illetékesei át is festették a falfirkát.

### Az Új Nemzedék határozata
Az Új Nemzedék 2017-ben kitiltotta az LMBT+ szervezeteket, így a Szegedi LMBT Közösségért Csoportot is a Mikszáth Kálmán utca 20-22. alatt található közösségi teréből. A döntést a fővárosi központ hozta meg, mely nem csak a szegedi, de a kecskeméti helyszínre is hatással volt. A döntés alapja, hogy az LMBT+ szervezetek azonos elbírálás alá esnek, mint a politikai pártok, mivel „politizálnak”, ami ellentétes a közösségi tér irányelveivel. Ugyanakkor ők is, mint minden tudatos állampolgár csak szerettek volna beleszólni az őket érintő közügyekbe. Kijelentésük indoklását arra építették, hogy a szervezet 2017 tavaszán csatlakozott a Civilizáció mozgalomhoz, amely az új civiltörvény által megbélyegzett civil szervezetek érdekeit védi. A szervezet az Egyenlő Bánásmód Hatósághoz fordult, ami a jogsértést megállapította, és felszólította az Új Nemzedéket, hogy tartózkodjon a jogsértő magatartástól, ezen felül pénzbírsággal sújtotta. Az Új Nemzedék a határozatra adott válaszában elmondta, a szervezet tagjai magánszemélyként vagy csoportként látogathatnak más programokat a helyszínen, ezért ez nem minősül kitiltásnak. Az Új Nemzedék ezt követően a Fővárosi Törvényszékhez fordult, akik szintén a Szegedi LMBT Közösségért csoportnak adtak igazat. Az ÚNK a kúriánál fellebbezte a Fővárosi Törvényszék döntését, akik a fellebbezést elutasították.
Bár a Szegedi LMBT Közösségért Csoport az ügyet követően szervezhettek volna programot a szegedi közösségi térben, a fenntartók rendkívül megnehezítették a szervezés folyamatát, mely előnytelenül hatott a szervezet munkájára és az ÚNK megszűnéséig már nem is került több program megrendezésre a helyszínen.

### Helyi Esélyegyenlőségi Program
Helyi esélyegyenlőségi programmal minden európai uniós forrásra pályázó településnek rendelkeznie kell, és a törvényi előírás szerint öt évente kell új esélyegyenlőségi programot elfogadni, amelyet kétévente szükséges felülvizsgálni. Szeged első esélyegyenlőségi programját 2013-ban fogadta el a közgyűlés. Habár a szexuális és nemi kisebbségekhez tartozó embereket az élet minden területén éri hátrányos megkülönböztetés, Magyarország esélyegyenlőségi programjaiba – egy kivétellel – ezidáig nem kerültek bele. A Szegedi LMBT Közösségért Csoport a Magyar LMBT Szövetség segítségével a 2018-as új elfogadás előtt azért kampányolt, hogy végre a szexuális és nemi kisebbségek is bekerülhessenek a HEP-be. Budapest után az első vidéki város Szeged volt, aminek Helyi Esélyegyenlőségi Programjában szerepelnek az LMBT emberek. A szervezet, valamit a kampányban részt vevők végül tapssal fogadták az esélyegyenlőségi programot a közgyűlésen.

### Ásotthalmi rendelet
2016. november 26-án a Ásotthalom képviselő-testülete megszavazta azt a rendeletet, amely tiltott minden olyan cselekedetet, amely a homoszexualitást „népszerűsíti”, továbbá korlátozta a muszlim emberek vallásgyakorláshoz való jogát.  December 7-én a Csongrád Megyei Kormányhivatal törvényességi felhívásban kéri Ásotthalom Önkormányzatát a rendelet felülvizsgálatára. Néhány ásotthalmi LMBT+ ember, a Szegedi LMBT Közösségért Csoport, a Magyar LMBT Szövetség és a Budapest Pride  három nappal később demonstrációt szervezett a településen, kifejezve tiltakozását és ellenérzését a rendelettel szemben. A demonstráción többen is „mama + mama + gyerek = család” és „papa + papa + gyerek = család” feliratú táblákat tartottak fel. A térfigyelő kamerák felvételei alapján eljárás indult ismeretlen „elkövetők” ellen.
2017. február 15-én az ásotthalmi jegyző tanúként hallgatta ki a tüntetés egyik szervezőjét az ismeretlen „elkövetők” beazonosítása érdekében. A kihallgatott szervező az „elkövetők” beazonosítását – a velük való jó viszonyra hivatkozva – megtagadta, azonban az elkövetők egy része levélben önként feladta magát az ásotthalmi jegyzőnél, aki március 17-én figyelmeztetésben részesítette a rendeletet megsértő demonstrálókat. Pénzbüntetést senki nem kapott. A demonstrálók levélben kérték a határozat bírósági felülvizsgálatát.
2017. április 11-én az Alkotmánybíróság  eltörölte az alaptörvény ellenes rendeletet.

### Lakásmenet
Az egyesület támogatóként csatlakozott a 8. Lakásmenethez, ami a jogtalan kilakoltatások ellen indult Budapesten. Az egyesület az elmúlt években többször is igyekezett csatlakozni olyan megmozdulásokhoz, melyek nem kifejezetten LMBT+ kérdésekhez kapcsolódtak, ugyanakkor a jogfosztottak, kirekesztettek közt LMBT+ emberek is vannak. Ezt szem előtt tartva voltak jelen és adtak hangot szolidaritásuknak a meneten az utcára tett emberek mellett.
A Lakásmenetet 2011 óta szervezik Budapesten kifejezetten azok mellett kiállva, akik a rossz gazdasági körülmények, az önkormányzatok tehetetlensége vagy a közelmúlt ingatlanár-növekedéseinek köszönhetően válságba kerültek, elvesztették otthonaikat. A szerveződés több helyi és országos civil szervezetet vont be a megmozdulásba, remélve, hogy fel tudja hívni a kormányzat figyelmét a problémára.

## Partnerek és támogatók
- Magyar LMBT Szövetség
- Civil Kollégium Alapítvány
- Szimpozion Egyesület
- Háttér Társaság
- Budapest Pride
- MASZK Egyesület
- Motiváció Műhely
- Genéziusz Színház
- Szabad Terek Hálózat
- Labrisz Leszbikus Egyesület
- ZUG
- Megálló Közösségi Ház
- D2
- Cool Club